# Успенский собор (Зубцов)
Собор Успения Божией Матери — православный храм в городе Зубцове Тверской области. Принадлежит к Ржевской епархии Русской православной церкви.

## История

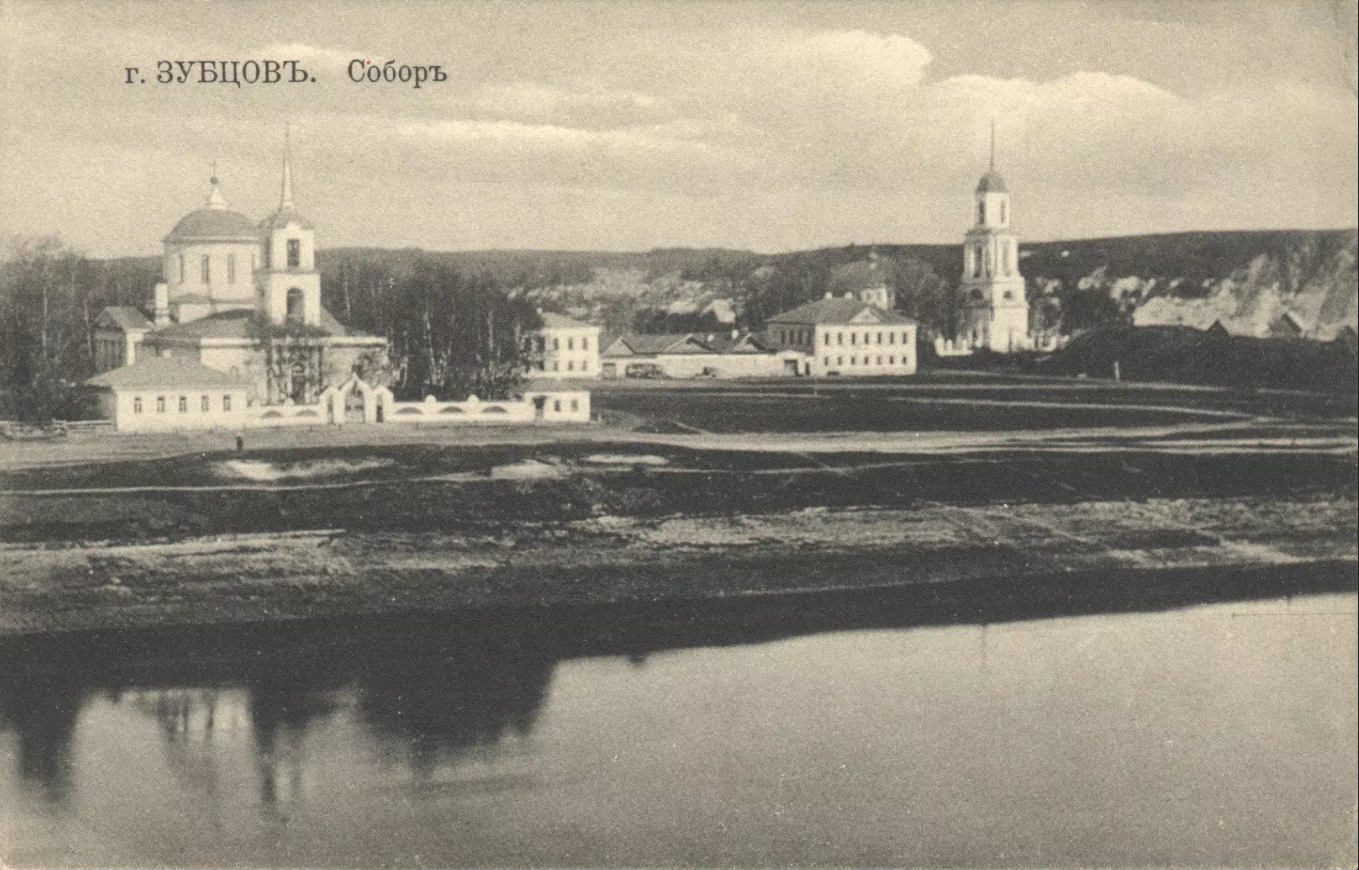
Дореволюционная фотография

В 1692 году зубцовский дворянин Максим Цызырев построил на этом месте деревянный храм.
В 1801 году было построено новое каменное здание.
В 1831—1836 годах губернский архитектор Иван Львов на средства купца Якова Куприянова почти полностью перестроил собор.
Предположительно, в начале XIX века прямоугольный участок собора был окружён кирпичной оградой с воротами и башенками, которые не сохранились.
В 1914 году собор имел более чем 3400 прихожан (1622 мужчины, 1789 женщин) из города и окрестных деревень.
Имеет два придела: холодный во имя святого благоверного князя Александра Невского и тёплый во имя святой Марии Магдалины.
В 1930-е годы собор был закрыт, а вновь открыт во время Великой Отечественной войны.

## Реликвии
В соборе находятся иконы святой равноапостольной Марии Магдалины и святого князя Александра Невского.

## Современное
По состоянию на 2025 год собор действует. Является единственным действующим храмом в Зубцове. Настоятель — иерей Сергий Акимов.
При соборе действует приходская школа, в специально оборудованном классе располагается церковная библиотека.